# 科林斯角
科林斯角（英語：Collins Point），是南極洲的海岬，位於南設得蘭群島的德瑟萊申島，處於菲爾德斯角西南面1.4公里的福士特港南岸，由英國探險隊繪入地圖，現時由南極條約體系管理。